# Solanum nemorense
Solanum nemorense är en potatisväxtart som beskrevs av Michel Félix Dunal. Solanum nemorense ingår i släktet skattor som ingår i familjen potatisväxter. Inga underarter finns listade i Catalogue of Life.